# Hoferkopfturm
Der Hoferkopfturm war ein vom Saarwaldverein Bildstock 1931 errichteter Aussichtsturm in der Stadt Friedrichsthal im Saarland. Bis zu seinem Abriss 1972 war er das Wahrzeichen von Bildstock. 1994 wurde erneut ein Turm dort errichtet, der 2014 abgerissen wurde.

## Lage
Der Hoferkopfturm stand auf dem Gipfel des Hügels Hoferkopf über der Stadt Friedrichsthal im Ortsteil Bildstock.
Koordinaten: 49° 19′ 54″ N, 7° 6′ 5″ O

## Aussicht
Der Turm bot eine Aussichtsmöglichkeit mit Rundumsicht über die Stadt Friedrichsthal, bis weit ins Sulzbachtal hinein, bis nach Saarbrücken. Bei guter Witterung reichte der Blick bis in die Vogesen in Frankreich.

## Architektur
Der erste Turm war ein geschlossener Holzbau mit einzelnen Aussichtsfenstern in den Etagen. Die Aussichtsplattform, in der obersten Etage, war ebenfalls geschlossen und rundum mit einem durchgehenden Band aus Fenstern versehen. Die Höhe des Turmes betrug 18 Meter. Er stand auf einem 3 Meter hohen Wasserbehälter, welcher als Fundament genutzt wurde.

## Geschichte
Um eine Aussichtsmöglichkeit mit Rundumsicht über die Stadt und zugleich eine Landmarke zu schaffen, erbaute der Saarwaldverein Bildstock im Jahr 1931 auf dem Hoferkopf einen Aussichtsturm in Holzbauweise. Mit den Jahren wurde er zu einem Wahrzeichen der Stadt. Da der als Unterbau genutzte Wasserspeicher aufgrund von Grubenschäden nicht mehr standsicher war, musste der Hoferkopfturm am 4. März 1972 vom Technischen Hilfswerk Friedrichsthal abgerissen werden.
Nach 22-jähriger turmloser Zeit errichtete wiederum das THW Friedrichsthal 1994 einen neuen Hoferkopfturm in sechs Monaten ehrenamtlicher Arbeit. Der in offener Fachwerkbauweise errichtete Holzturm mit einer Höhe von knapp 21 Metern wurde wegen der Grubenschäden leicht vom ursprünglichen Standort versetzt erbaut. Weil der neue Turm mittlerweile an vielen Stellen morsch war, wurde er am 28. November 2013 für die Öffentlichkeit gesperrt und Anfang September 2014 aus Sicherheitsgründen abgerissen.

## Heutige Situation
Heute engagiert sich der Förderverein Hoferkopfturm e.V. mit Mitgliedern aus Friedrichsthal, Bildstock und Maybach für die Wiedererrichtung eines Aussichtsturmes. Der neue Turm soll an den im Jahr 1931 erbauten Turm angelehnt als Holzkonstruktion errichtet werden. Die nötigen Pläne dazu sind noch vorhanden. Im Gegensatz zum Original ist eine lockere Quer- oder Längsverschalung mit Aussichtspodesten auf jeder Ebene vorgesehen. Die beschriebene, vom Förderverein vorgeschlagene Turmversion in Holzbauweise ist jedoch noch nicht gesichert. Es könnte auf Betreiben des Stadtrates auch eine Aluminiumkonstruktion ausgeführt werden.
2016 stellten Schüler ein Modell des zweiten Turms im Maßstab 1:12 fertig. Es wurde im Inselgarten an der Grühlingstraße aufgestellt.